# Jens Filbrich
Jens Filbrich (* 13. März 1979 in Suhl) ist ein ehemaliger deutscher Skilangläufer und heutiger Skilanglauftrainer. Seit 2023 ist er Co- und Langlauftrainer der deutschen Biathlon-Nationalmannschaft der Männer.

## Karriere
Jens Filbrich gewann bei den Weltmeisterschaften 2001 in Lahti und bei den Olympischen Winterspielen 2002 jeweils Bronze, bei den Weltmeisterschaften 2003 im Val di Fiemme, den Weltmeisterschaften 2005 in Oberstdorf, bei den Weltmeisterschaften 2009 in Liberec und bei den Olympischen Winterspielen 2006 jeweils Silber mit der Staffel.
Dafür wurde er am 26. April 2006 mit dem Silbernen Lorbeerblatt ausgezeichnet.
In Oberstdorf gewann er 2005 außerdem Silber im Teamsprint gemeinsam mit Axel Teichmann. Bei den Weltmeisterschaften 2007 in Sapporo gewann er die Bronzemedaille über 50 km Klassisch.
Am 20. Februar 2010 erreichte Filbrich bei den Olympischen Spielen in Vancouver den 6. Platz in der Doppelverfolgung, nachdem er Tobias Angerer dabei unterstützt hatte, die Silbermedaille zu erringen.
Nach dem 50-km-Rennen am 8. März 2014 in Oslo beendete Jens Filbrich seine aktive Laufbahn. Zuvor hatte er in Sotschi zum vierten Mal an Olympischen Spielen teilgenommen, wo er über 15 km klassisch den 14. Platz belegte.

## Trainerlaufbahn
Nach dem Ende seiner aktiven Karriere absolvierte Jens Filbrich von 2014 bis 2018 eine Ausbildung zum Skilanglauftrainer an der Deutschen Sporthochschule Köln und in Leipzig. Bereits während des Studiums arbeitete er im Skilanglauf-Nachwuchsbereich. Von 2018 bis 2022 war er Leitender Disziplintrainer der U18 im Deutschen Skiverband und Leitender Stützpunkttrainer in Oberhof.
2022 wechselte Filbrich innerhalb des Verbands vom Skilanglauf zum Biathlon, wo er zunächst eine Saison als Langlauf- und Athletiktrainer der IBU-Cup-Teams der Männer und Frauen an der Seite von Tobias Reiter bzw. Peter Sendel tätig war, bevor er zur Saison 2023/24 nach dem Rückzug von Bundestrainer Mark Kirchner Co-Trainer der Männer-Nationalmannschaft an der Seite von Uroš Velepec wurde.

## Privates
Jens Filbrich vom SV Eintracht Frankenhain stammt aus einer sportbegeisterten Familie. Sein Vater Wolfgang ist Diplom-Sportlehrer, ehemaliger Langläufer und Biathlontrainer; seine Mutter Sigrun ist eine ehemalige Langläuferin, die Bronze bei Olympia gewann. Sein Bruder Raik war als Sportsoldat in der Nordischen Kombination aktiv. Filbrich ist mit der ehemaligen Biathletin Janet Klein verheiratet, mit der er einen Sohn hat.

## Erfolge

### Weltcupsiege im Team
| Nr. | Datum             | Ort         | Disziplin                         |
| --- | ----------------- | ----------- | --------------------------------- |
| 1.  | 23. November 2003 | Beitostølen | 4 × 10 km Staffel 1               |
| 2.  | 11. Januar 2004   | Otepää      | 4 × 10 km Staffel 2               |
| 3.  | 15. Februar 2004  | Oberstdorf  | 6 × 1,2 km Teamsprint Freistil 3  |
| 4.  | 22. Februar 2004  | Umeå        | 4 × 10 km Staffel 4               |
| 5.  | 21. November 2004 | Gällivare   | 4 × 10 km Staffel 1               |
| 6.  | 23. Januar 2005   | Pragelato   | 6 × 1,5 km Teamsprint klassisch 3 |
| 7.  | 20. November 2005 | Beitostølen | 4 × 10 km Staffel 2               |
| 8.  | 19. November 2006 | Gällivare   | 4 × 10 km Staffel 5               |

### Siege bei Continental-Cup-Rennen
| Nr. | Datum            | Ort            | Disziplin       | Serie           |
| --- | ---------------- | -------------- | --------------- | --------------- |
| 1.  | 5. Januar 2003   | Campra         | 10 km klassisch | Continental Cup |
| 2.  | 13. Februar 2011 | Forni di Sopra | 15 km klassisch | Alpencup        |